# در تکاپوی معنا
در تکاپوی معنا یا به امید گل‌ها یک داستان تمثیلی از ترینا پالاس است که نخستین بار در سال ۱۹۷۲ منتشر شد و بیانگر آرمان‌گرایی ضد فرهنگ دوره است. این کتاب که با زبانی کودکانه به مسئلهٔ معنای زندگی می‌پردازد، به چندین زبان ترجمه شده‌است.

## ترجمهٔ فارسی
ترجمهٔ فارسی این کتاب در سال ۱۳۶۶ برگزیدهٔ شورای کتاب کودک شد.